# ナヴァン競馬場
ナヴァン競馬場（ナヴァンけいばじょう、Navan Racecourse）は、アイルランド共和国ミーズ県・ナヴァン近郊、ダブリンから約30マイル (48 km)に位置する競馬場である。

## 概要
1920年に地元のブリーダーであるアルバート・ローリーの発案により、「プラウズタウンパーク競馬場」として開場された。しかし、開場時にはまだコースは完成しておらず、実際に競馬場としての機能を得たのは翌年の1921年であった。
1990年代と2014年にコース改修が行われている。

## コース

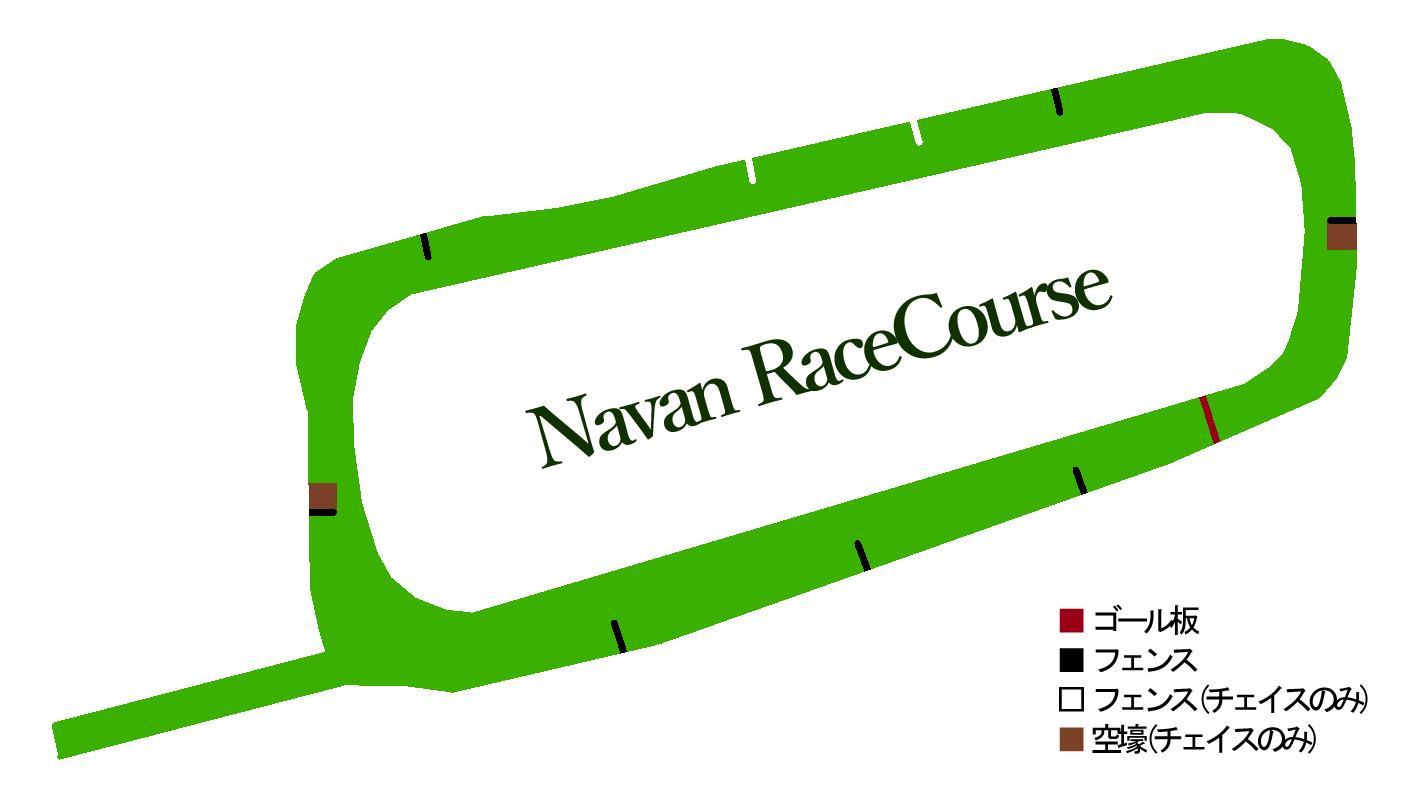
ナヴァン競馬場のコース図。内ラチ側が平地競走、外ラチ側が障害競走用となっている。

全面芝コースであり、平地競走と障害競走の共用となっているが、ほとんどの競走は障害競走で占められている。また、障害競走はハードル・チェイス共に同じコースを使用する。
周回コースは左回りで、1周1.5マイル (2,400 m)。ホームストレッチは3.5ハロン (700 m)あり、最後の2ハロン (402.34 m)は上り坂になっている。全長6ハロン (1,200 m)の直線コースが存在するが、使用頻度は少ない。

## 主な競走

### 平地競走
- ヴィンテージクロップステークス(L)

### 障害競走
- ボインハードル(G2)
- テンアップノービスチェイス(G2)
- フライングボルトノービスチェイス(G3)
- ウェブスターカップチェイス(G2)
- リスマレンハードル(G2)
- フォートリアチェイス(G2)
- オークションノービスハードル(G3)
- モンクスフィールドノービスハードル(G3)
- タラハードル
- ナヴァンノービスハードル(G2)